# Mercedes-Benz W113
Mercedes-Benz W113 (230/250/280 SL) — серия лёгких спортивных автомобилей (от нем. Sport Leicht — спортивный легкий) немецкого автомобильного концерна Mercedes-Benz производившаяся с 1963 по 1971 годы. Модель 230 SL (W 113) выпускалась с 1963 по 1967, 250 SL (W 113 A) — с 1966 по 1968, 280 SL (W 113 E) — с 1968 по 1971 годы. Внешне все три версии серии выглядели одинаковыми.
Первый в мире спортивный автомобиль, спроектированный в соответствии с требованиями пассивной безопасности. Имел прочный, не деформируемый пассажирский салон и зоны смятия спереди и сзади. За характерную, слегка вогнутую форму крыши схожую с крышами азиатских храмов, получил прозвище «Пагода».

## История
Mercedes-Benz 230 SL был представлен публике 14 марта 1963 года на Женевском автосалоне. Автомобиль заменил не одного, а двух знаменитых предшественников — модели 300 SL и 190 SL, вобрав в себя лучшие черты каждой. «Главной нашей целью было создание безопасного и быстрого автомобиля, который, несмотря на свои спортивные характеристики, обладал бы высоким уровнем комфорта. В наше время, удовольствие от спортивного вождения не должно быть связано с физическими нагрузками» — сказал на презентации руководитель инженерного департамента Mercedes-Benz Фриц Наллингер (англ. Fritz Nallinger). Длинный и низкий, с плоскими поверхностями, острыми гранями, огромной эмблемой Mercedes спереди и, конечно, с вогнутой крышей в стиле дальневосточных пагод — таким был дизайн автомобиля, созданного под руководством Поля Брака. Двухместный кабриолет оснащался мягким складным или жёстким съёмным верхом. Новый рядный шестицилиндровый двигатель разгонял его до 200 км/ч.
В широкую продажу автомобиль поступил летом и очень понравился покупателям, но не мужчинам, а женщинам. Они высоко оценили автоматическую коробку передач, впервые установленную Mercedes-Benz на автомобили такого класса. Как показало будущее, это было очень правильным решением, 77 % всех автомобилей этой серии оснащалось автоматической трансмиссией.
В конце 1966 года Mercedes-Benz 230 SL был заменён на 250 SL, в январе 1968 года — на 280 SL. Внешне все три модели серии были одинаковыми, но отличались двигателями разного рабочего объёма, что отражено в индексе каждой модели. В 1971 году они были заменены моделями 350 SL и 450 SL новой серии.
Всего было произведено 48 912 автомобилей Mercedes-Benz 230 SL, 250 SL и 280 SL, 40 % из них было экспортировано в США.

## Описание

### Кузов
Автомобиль имел полностью стальной несущий кузов с мощными лонжеронами спереди, двери, капот и крышка багажника были из алюминия. Для увеличения жёсткости кузова закрытого купе верхние боковины крыши сделали достаточно крупными. Поэтому, чтобы разметить большие боковые стёкла и обеспечить удобную посадку в автомобиль, боковины приподняли. Так получилась знаменитая вогнутая форма крыши. 

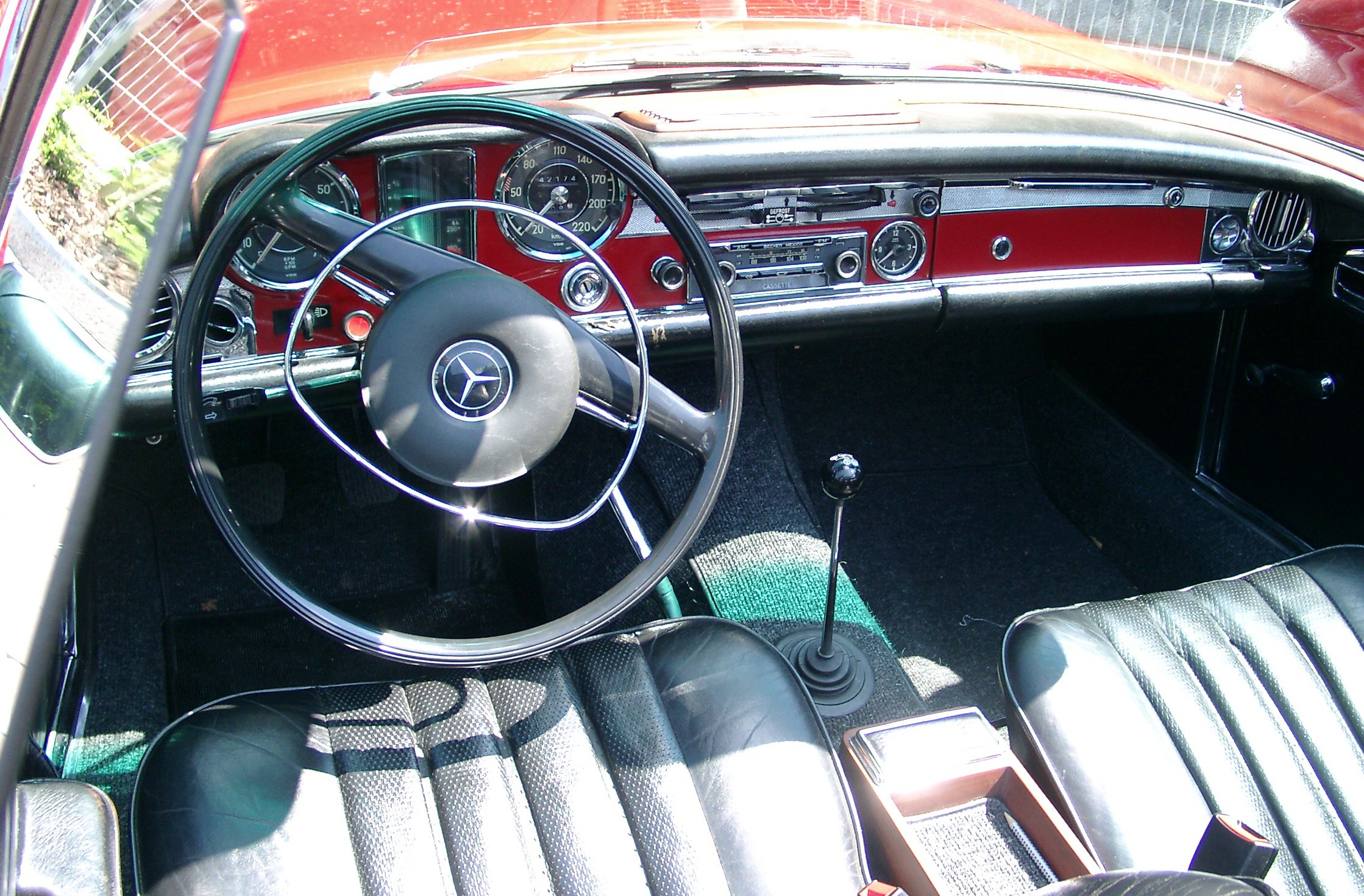
Mercedes-Benz 280 SL

 В соответствии с концепцией пассивной безопасности Бела Барени, автомобиль имел жёсткий, не деформируемый салон и сминаемые зоны спереди и сзади. Внутри не было острых углов, панель приборов была обита мягким материалом, рулевая колонка складывалась при ударе, а рулевое колесо имело поглощающий удар центр. Слева от руля располагался «знаменитый» многофункциональный рычажок Mercedes, управлявший указателями поворотов, омывателем и очистителями ветрового стекла. Сидения автомобиля были из искусственной кожи, можно было заказать сидения, обитые натуральной кожей. По заказу автомобиль мог оборудоваться подголовниками сидений и ремнями безопасности.
Mercedes-Benz 230 SL поступил в продажу с тремя версиями кузовов: открытый — со складным мягким верхом, который на удивление легко складывался; открытый кузов с жёсткой съёмной складной крышей и купе с цельной крышей. Купе не имело отсека для хранения крыши, за счёт этого было увеличено место для хранения багажа. Автомобили с кузовами всех трёх версий могли эксплуатироваться без крыши. Дополнительно сзади можно было установить небольшие поворачивающиеся, как на Mercedes-Benz 190 SL, сиденья. В марте 1967 на Женевском автосалоне была показана четвёртая версия кузова — четырёхместное купе. В этой, так называемой «Калифорнии», места для стандартно установленных задних сидений были освобождены за счёт ликвидацией отсека для складной крыши.

### Двигатель и трансмиссия
Двигатель Mercedes-Benz 230 SL (M 127 II) — четырёхтактный 6-цилиндровый рядный бензиновый атмосферный двигатель, расположенный спереди, продольно, вертикально. Рабочий объём — 2306 см в куб., мощность — 150 л. с. Чугунный блок цилиндров, алюминиевая головка блока. По два клапана на цилиндр и верхний распредвал (OHC), приводящийся двухрядной роликовой цепью, четырёхопорный коленвал. Система питания — многоточечный впрыск с механическим управлением, топливный насос с шестью плунжерами фирмы Bosch, раздельные впускные каналы для каждого цилиндра. Форсунки ввёрнуты в головку цилиндров в непосредственной близости к клапану. Электробензонасос — в расположенном сзади бензобаке ёмкостью 65 л. Полнопоточная система смазки под давлением. 12-вольтовое электрооборудование с трёхфазным генератором (490 Вт) и аккумуляторной батареей ёмкостью 55 А ч. Это был первый в мире автомобиль имевший генератор переменного тока.
Mercedes-Benz 250 SL, заменивший 230 L, имел новый двигатель (M 129 III) увеличенного до 2496 см в куб. рабочего объёма. Правда, мощность двигателя осталась прежней, но возрос крутящий момент и его характеристика стала более пологой. Для повышения надёжности коленчатый вал стал полноопорным и было введено охлаждение масла от системы охлаждения двигателя. Ёмкость бензобака возросла до 82 л.
Появившийся в январе 1968 года Mercedes-Benz 280 SL имел двигатель (M 130) рабочим объёмом 2778 см в куб. мощностью 170 л. с. Масло двигателя охлаждалось отдельным масляным радиатором. Для управления скоростью вентилятора радиатора системы охлаждения двигателя в его приводе была установлена вязкостная муфта.
В стандартном исполнении автомобиль имел сухое однодисковое сцепление и механическую четырёхступенчатую полностью синхронизированную коробку передач с ручным приводом рычагом, расположенным на тоннеле между передними сидениями. Карданный вал с промежуточной опорой приводил в движение задние колёса. По заказу устанавливалась очень компактная автоматическая коробка переключения передач. В ней использовались гидравлическая муфта и планетарный редуктор. За счёт того, что двигатель на каждой передаче разгонялся до максимальных оборотов, автомобиль с автоматической трансмиссией практически ничего не потерял в динамике разгона.
Предполагалось, что высокое передаточное число первой передачи механической коробки передач будет способствовать более интенсивному разгону. Так оно и было, но большая разница в передаточном отношении между первой и второй передачами, несмотря на гибкую характеристику двигателя, создавала неудобства при разгоне. Поэтому, с ноября 1965 года на автомобили стала устанавливаться механическая коробка передач со сближенными передаточными числами.
Начиная с модели 250 SL, по заказу стали доступны самоблокирующийся дифференциал и 5-ступенчатая механическая коробка передач производства ZF.

### Шасси́
Автомобиль имел независимую пружинную переднюю подвеску на двойных поперечных рычагах со стабилизатором поперечной устойчивости. Независимая задняя подвеска была типичной для всех легковых Mercedes-Benz того периода: с качающимися полуосями и одним центральным шарниром (Mercedes-Benz Eingelenk Pendelachse). Кроме двух вертикальных пружин, над центральным шарниром была установлена одна горизонтальная пружина, связывающая качающиеся полуоси. На модели 280 SL вместо горизонтальной пружины можно было установить пневматический упругий элемент. С его помощью регулировалась высота кузова в задней части автомобиля. Телескопические амортизаторы были установлены спереди и сзади.
Рулевое управление — винт-шариковая гайка, передаточное число 22,8, 4,1 оборотов руля от упора до упора, усилитель устанавливался по заказу (передаточное 17,2, 3,2 оборота руля).
Гидравлическая двухконтурная тормозная система с вакуумным усилителем фирмы ATe, передние дисковые тормоза (253 мм) производства фирмы Girling, задние — с алюминиевыми барабанами (230 мм). Стальные штампованные колёса размерности 5 1/2 Jx14 H, шины — 185 HR 14. Начиная с модели 250 SL, на автомобили устанавливается новая тормозная система. Передние тормозные диски были увеличены до 273 мм в диаметре, сзади барабанные тормоза заменили дисковыми (279 мм), появился регулятор тормозных сил. Стали устанавливаться колёса новой размерности 6 Jx14 HB. Для модели 280 SL по заказу стали доступны легкосплавные колёса.

### Экспортное исполнение

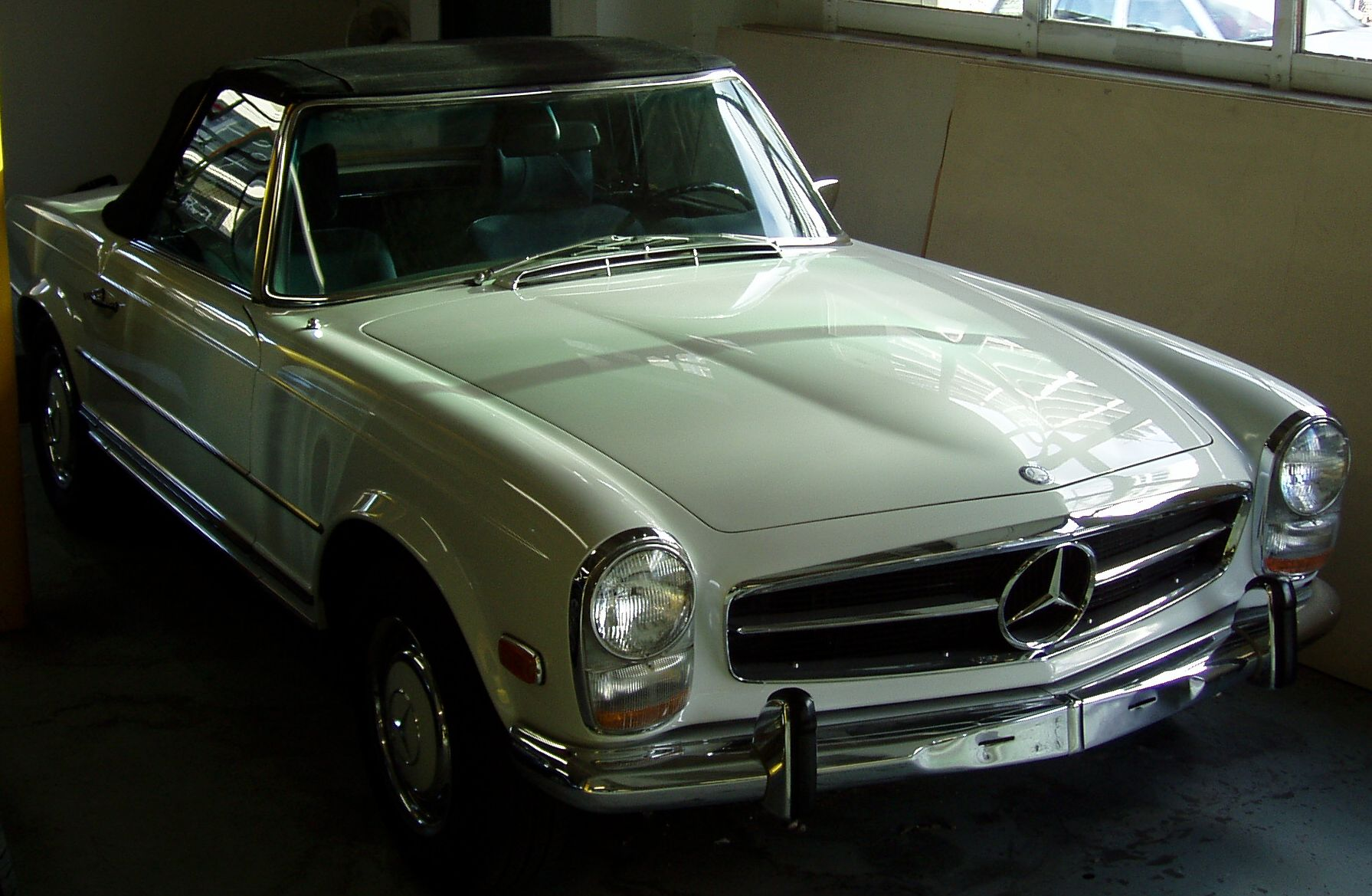
Mercedes-Benz 280 SL

Автомобили, предназначенные для экспорта в США, несколько отличались от остальных моделей. В соответствии с требованиями американских стандартов они имели отдельные фары и иные задние фонари. Кроме того, наиболее заметными отличительными чертами этих автомобилей были хромированные «клыки» на переднем и заднем бамперах и боковые отражатели (с 1970 года) на крыльях. Шкалы на панели приборов были размечены в имперских единицах.
Требования к токсичности отработавших газов заставили создать специальную модификацию двигателя Mercedes-Benz 280 SL. Для более «мягкого» подъёма клапанов, на нём использовался новый распредвал с иным профилем кулачков, была уменьшена степень сжатия, изменён топливный насос. Всё это снизило мощность двигателя до 160 л. с.
Подавляющее число автомобилей, экспортируемых в США, имели автоматическую коробку передач, кондиционер и шины с белыми боковинами.

## 230 SL Pininfarina
Вскоре после первого показа автомобиля в 1963 году представители кузовной фирмы Pininfarina обратились к руководству Mercedes-Benz с предложением создать кузов собственного дизайна. В те годы это было обычной практикой, многие кузовные фирмы создавали оригинальные автомобили на базе выпускаемых серийно. Получив разрешение, на Pininfarina поручили эту работу американцу Тому Тьярда (англ. Tom Tjaarda), и уже в 1964 году на Женевском автосалоне автомобиль был показан публике. Молодому дизайнеру удалось облагородить формы автомобиля, сохранив его общий стиль. Сразу же было получено около 30 заказов на новый автомобиль, но на Mercedes-Benz не заинтересовались проектом, и единственный автомобиль был продан. Он переходил из рук в руки и несколько раз перекрашивался. В 1997 году автомобиль был отреставрирован, ему вернули первоначальный вид и исходный серебристый цвет.

## В массовой культуре
- Джон Леннон был владельцем Mercedes-Benz 230 SL. В 2011 году этот автомобиль был продан почти за полмиллиона долларов. Многие известные личности ездили на автомобилях этой серии[11].
- Герои фильма «Достучаться до небес» разъезжают на автомобиле Mercedes-Benz 230 SL. Автомобили этой серии достаточно часто снимались в кино[12].
- Mercedes-Benz 280 SL стал героем 8-й серии 3-го сезона (21.12.2003) телепередачи Top Gear. Джереми Кларксон высоко оценил этот автомобиль.
- Гарри Стайлз — участник всемирно известного бой-бенда One Direction, является владельцем Mercedes-Benz 230 SL[13].